# Nikolaos Salawrakos
Nikolaos Salawrakos, gr. Νικόλαος Σαλαβράκος (ur. 15 lutego 1946 w Kalamacie) – grecki polityk i prawnik, poseł do Parlamentu Europejskiego VII kadencji.

## Życiorys
Z wykształcenia prawnik, absolwent Uniwersytetu Narodowego im. Kapodistriasa w Atenach (1968). Zajął się prowadzeniem działalności zawodowej jako radca prawny w Atenach. Był m.in. dyrektorem w greckim narodowym banku hipotecznym. Pracował na kierowniczych stanowiskach w przedsiębiorstwie stoczniowym i branży hotelowej. Objął też funkcję wiceprezesa zarządu fundacji im. Jona Dragumisa.
W wyborach w czerwcu 2009 kandydował bez powodzenia do Parlamentu Europejskiego z ramienia Ludowego Zgromadzenia Prawosławnego (LAOS). Mandat objął jednak w październiku tego samego roku po rezygnacji wybranego do Parlamentu Hellenów Atanasiosa Plewrisa. Przystąpił do grupy Europa Wolności i Demokracji. W PE zasiadał do 2014. W 2019 został nowym przewodniczącym partii LAOS.